# Thliptoceras xanthomeralis
Thliptoceras xanthomeralis là một loài bướm đêm trong họ Crambidae.